# Kingsley Obiekwu
Kingsley Obiekwu (ur. 12 listopada 1974 w Ibuzu Delta) – piłkarz nigeryjski grający na pozycji środkowego obrońcy. Nosi przydomek "Shagari".

## Kariera klubowa
Pierwszym klubem Obiekwu w karierze był Udoji United Akwa pochodzący z miasta Enugu. W barwach Udoji Obiekwu zadebiutował w 1992 roku w pierwszej lidze Nigerii. Miał wówczas 18 lat. Na koniec sezonu zajął z tym klubem 4. miejsce w lidze, co było dla tego mało utytułowanego zespołu dużym sukcesem. W 1993 Obiekwu był coraz częściej wprowadzany do pierwszego składu i miał więcej okazji do pokazania swoich umiejętności w lidze. Z Udoji zajął 8. miejsce w lidze. W 1994 roku był już filarem obrony klubu, który zajął 5. miejsce w lidze. W nigeryjskiej ekstraklasie grał jeszcze w roku 1995 i zakończył sezon na 9. pozycji, ale był to ostatni jego sezon w tym klubie.
Tuż przed zakończeniem sezonu w Nigerii Obiekwu wyjechał do Europy i został zawodnikiem przeciętnego klubu z Eredivisie, Go Ahead Eagles. W klubie przed Obiekwu grał też jego sławniejszy rodak, bramkarz Peter Rufai. W sezonie 1995/1996 zagrał jednak tylko 4 mecze w lidze, a jego zespół zajmując ostatnią pozycję został zdegradowany do Eerstedivisie. W sezonie 1996/1997 był już podstawowym zawodnikiem zespołu i rozegrał 28 meczów w drugiej lidze, strzelając 2 gole. Klub z Deventer zajął 8. pozycję. W Go Ahead Eagles Kingsley spędził jeszcze sezon 1997/1998. Jego dorobek to 31 meczów i 5 goli i 9. miejsce w lidze.
W sezonie 1998/1999 Obiekwu grał w Zjednoczonych Emiratach Arabskich w tamtejszym zespole Al-Ahli Dubaj. Z klubem z Dubaju zajął 5. miejsce w pierwszej lidze. Po sezonie Obiekwu odszedł z klubu i w sezonie 1999/2000 nie grał nigdzie. Na początku 2001 roku wrócił do Nigerii i rozpoczął treningi z Enugu Rangers, a wkrótce podpisał z tym zespołem kontrakt. W lidze był podstawowym obrońcą swojego zespołu, z którym po fazie zasadniczej był na pierwszym miejscu w lidze, ale w fazie play-off zespół zagrał słabiej i ostatecznie zakończył sezon na 4. pozycji. Sezon 2002 Obiekwu także rozpoczął w Rangers, ale latem został wypożyczony do egipskiego El-Masry. W klubie z tego portowego miasta grał dobrze, ale bez przebłysków. Zajął z nim 6. miejsce, ale po sezonie wrócił do Enugu.

## Kariera reprezentacyjna
W 1995 roku Obiekwu został powołany do olimpijskiej reprezentacji Nigerii walczącej w kwalifikacjach do Igrzysk Olimpijskich w Atlancie. Jako jedyny zawodnik z tej kadry zagrał we wszystkich eliminacyjnych meczach i był podporą defensywy, która straciła tylko 2 gole w 6 rozegranych meczach.
W 1996 roku do kadry na igrzyska olimpijskie powołano Uche Okechukwu, jako jednego ze starszych zawodników. Uche wskoczył na środek obrony za Kingsleya, który ani razu nie pojawił się na boisku w tym turnieju. 3 sierpnia odebrał jednak złoty medal, który Nigeria wywalczyła w zwycięskim 3:2 finale z Argentyną. W tym samym roku Obiekwu zadebiutował w dorosłej reprezentacji "Super Orłów". Debiut miał miejsce w Casablance, 11 grudnia w przegranym 1:2 meczu z Czechami, rozegranym o Puchar Króla Hassana.
W 1998 roku Obiekwu brał udział w przygotowaniach do MŚ we Francji. Zagrał w niemal wszystkich sparingach nigeryjskiej kadry prowadzonej przez Borę Milutinovicia i wypadł najlepiej z obrońców prezentując równą i wysoką formę. Jednak gdy Serb ogłaszał kadrę na finały pominął w niej młodego Kingsleya, a w zamian wziął starszych, doświadczonych obrońców, co nie spodobało się nigeryjskim fanom. W tym samym roku, 4 października, Obiekwu zagrał w pierwszym meczu o punkty w barwach Nigerii w karierze. Mecz z Burkina Faso, rozegrany w ramach kwalifikacji do Puchar Narodów Afryki 2000 został jednak zbojktowany przez najlepszych zawodników Nigerii i zespół wystąpił w dość eksperymentalnym składzie. Defensywa kierowana przez Obiekwu nie dopuściła do utraty bramki, a mecz zakończył się remisem 0:0.

## Życie prywatne
- Obiekwu w styczniu 2007 ogłosił, założenie fundacji o nazwie Kingsley Obiekwu Foundation, która działa w Nigerii, Stanach Zjednoczonych oraz Wielkiej Brytanii i wspiera młode talenty sportowe pochodzące z krajów Afryki.